# Klein Breese
Klein Breese ist ein Ortsteil der Gemeinde Woltersdorf in Niedersachsen. Bis zur Gebietsreform von 1972 war Klein Breese eine eigenständige Gemeinde.
Der Ort liegt an der B 493, die vom Ort Lüchow nach Gartow führt, südlich verläuft der nach Westen hin abfließende Luciekanal. Klein Breese ist ein Rundling. Das älteste Haus (Dreiständer) ist von 1797.